# Resolución 7 del Consejo de Seguridad de las Naciones Unidas
La resolución 7 del Consejo de Seguridad de las Naciones Unidas, adoptada el 26 de junio de 1946, tenía como principal fin el estudio del impacto de la dictadura de Francisco Franco en España sobre la paz y la seguridad internacional. Después del fin de la Segunda Guerra Mundial, un año antes, y tras la caída de las potencias del eje, hizo que el gobierno franquista se quedase aislado como único gobierno de tipo fascista en aquella época.
La Resolución fue reafirmada, y después de la revisión de los datos elaborados por el subcomité formado por la Resolución 4 del Consejo de Seguridad de las Naciones Unidas, en la que también condenaron la dictadura de Francisco Franco, decidieron mantener la situación bajo observación continua. La resolución fue adoptada en parte, por lo tanto, no hubo votación del texto en su totalidad.